# Diaglyptella orientalis
Diaglyptella orientalis är en stekelart som beskrevs av Nikam 1989. Diaglyptella orientalis ingår i släktet Diaglyptella och familjen brokparasitsteklar. Inga underarter finns listade i Catalogue of Life.